# NGC 2552
NGC 2552 este o galaxie spirală situată în constelația Linxul. A fost descoperită în 9 martie 1788 de către William Herschel. Se află la o distanță de 10,52 megaparseci de Pământ.